# قابلیت ماشین‌کاری
قابلیت ماشین‌کاری (به انگلیسی: Machinability) به میزان راحتی ماشین‌کاری یک فلز با پرداخت سطح نهایی خوب، و با هزینه کم گفته می‌شود. موادی که دارای قابلیت ماشین‌کاری خوب هستند، اصطلاحاً «خوش تراش» خوانده می‌شوند. قابلیت ماشین‌کاری را معمولاً با ۴ عامل مختلف معین می‌کنند:
- پرداخت سطح و یکپارچگی سطح قطعه ماشین‌کاری شده
- عمر ابزار
- نیرو و توان مورد نیاز
- میزان سختی کنترل پلیسه (Chip)

موادی که قابلیت ماشین‌کاری بالایی دارند، توان کمی برای ماشین‌کاری نیاز داشته، به سرعت قابل ماشین‌کاری بوده، و به راحتی می‌توان به پرداخت سطح خوبی دست یافت و فشار زیادی به عمر ابزار تراش یا ماشین‌کاری وارد نمی‌کنند.

## قابلیت ماشین‌کاری فولادها
از آنجایی که فولاد یکی از مهم‌ترین مواد مهندسی موجود است، تحقیقات بسیار زیادی بر روی قابلیت ماشین‌کاری فولادها انجام شده است. فولادهای کربنی گستره وسیعی از قابلیت ماشین‌کاری دارند، که بستگی به سختی و شکل‌پذیری آنها دارد.
گروهی از فولادهای مهم، فولادهای خودتراش (free-machining steels) هستند. این فولادها در ترکیب خود حاوی گوگرد و فسفر هستند. گوگرد با تشکیل ناخالصی منگنزسولفید باعث افزایش تنش در ناحیه برش شده و در نتیجه چیپ‌های تولید شده به راحتی خرد شده و کوچک هستند، و به این طریق قابلیت ماشین‌کاری را افزایش می‌دهند.

### فولادهای زنگ‌نزن
فولادهای زنگ‌نزن نسبت به فولادهای کربنی، قابلیت ماشین‌کاری ضعیف تری دارند. این فولادها چقرمگی بیشتری داشته و حالت آدامسی دارند و در هنگام ماشین‌کاری تمایل به سختکاری کرنشی زیادی دارند. فولادهای گرید ۳۰۳ و ۴۱۶ به علت وجود گوگرد و فسفر قابلیت ماشین‌کاری بیشتری دارند.

## قابلیت ماشین‌کاری آلومینیم
آلومینیم نسبت به فولاد فلز بسیار نرم تری است، و روش‌های افزایش قابلیت ماشین‌کاری آن معمولاً بر روی افزایش سختی تکیه دارد. آلیاژهای ۲۰۰۷ و ۲۰۱۱ و ۶۰۲۰ قابلیت ماشین‌کاری بالایی دارند.